# Leonid Maltsev

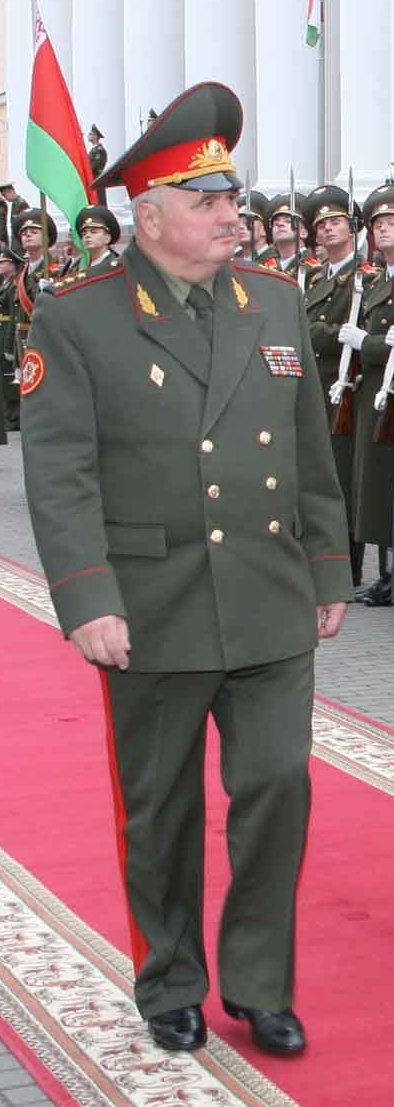
Maltsev em 2009.

Coronel-general Leonid Semenovich Maltsev (Леанід Сямёнавіч Мальцаў; nascido na região de Hrodna, 29 de agosto de 1949) é um militar das Forças Armadas da Bielorrússia que serviu como ministro da defesa de 1995 a 1996 e de 2001 a 2009.